# The Monotones
The Monotones was een Nederlandse band die van 1979 tot in 1980 bestond. De bandleden met als zanger Cees Bergman en verder Aart Mol, Geertjan Hessing, Erwin van Prehn en Elmer Veerhoff waren de leden van de glamrockgroep Catapult en later ook die van Rubberen Robbie.
De reden van de oprichting van The Monotones was dat ze hun ei niet onder de tot dan toe gebruikte groepsnaam kwijt konden omdat Catapult stond voor glamrock en The Monotones met het nummer Mono juist een persiflage op nummers als Video Killed the Radio Star (1979, Buggles) en Popmuzik (1979,M) was.
Het nummer had al een videoclip, in die tijd kwam dat nog niet vaak voor, welke deels zwart-wit was terwijl de stemmen nogal blikkerig klonken net als bij de clip Video Killed the Radio Star. Dat er werd geplaybackt was in de clip overduidelijk te zien evenals bij een optreden in het Duitse programma Musikladen.
Het nummer Mono bereikte in 1980 een vijftiende plaats in zowel de Top 40 als de Nationale Hitparade. Andere door de groep uitgebrachte nummers waren onder meer Zero to Zero in 1980 en Disco njet, wodka da (een oud nummer van Catapult uit 1977, gewoonweg onder de nieuwe naam).
Alhoewel de groepsleden van zowel Catapult, The Monotones en Rubberen Robbie dezelfde zijn, is er toch sprake van drie verschillende groepen, elk met hun eigen stijl en genre.
Zanger Cees Bergman overleed (65 jaar) in 2017.